# Hegyi halción
A hegyi halción (Actenoides princeps) a madarak osztályának szalakótaalakúak (Coraciiformes) rendjébe, ezen belül a  jégmadárfélék (Alcedinidae) családjába tartozó faj.

## Rendszerezése
A fajt Heinrich Gottlieb Ludwig Reichenbach német botanikus és ornitológus írta le 1851-ben, a Monachalcyon nembe Monachalcyon princeps néven.

## Alfajai
- Actenoides princeps erythrorhamphus (Stresemann, 1931)
- Actenoides princeps princeps (Reichenbach, 1851)
- Actenoides princeps regalis (Stresemann, 1932)[2]

## Előfordulása
Indonéziához tartozó Celebesz szigetén honos. Természetes élőhelyei a szubtrópusi és trópusi síkvidéki és hegyi esőerdők. Állandó nem vonuló faj.

## Megjelenése
Testhossza 25 centiméter.
|  |  |

## Életmódja
Ízeltlábúakkal táplálkozik.

## Természetvédelmi helyzete
Az elterjedési területe korlátozott, egyedszáma pedig gyorsan csökken. A Természetvédelmi Világszövetség Vörös listáján mérsékelten fenyegetett fajként szerepel.